# Olivia Newton-John
Olivia Newton-John OBE (Cambridge, Regne Unit; 26 de setembre de 1948 - Santa Bàrbara, Califòrnia, 8 d'agost de 2022) va ser una cantant, compositora, actriu, empresària i activista d'origen britànic i criada a Austràlia. Guanyadora de quatre premis Grammy, la seva carrera musical va incloure cinc números u i deu èxits més al Billboard Hot 100, i dos àlbums número u al Billboard 200, If You Love Me, Let Me Know (1974) i Have You Never Been Mellow (1975). Onze dels seus senzills (dos de platí) i 14 dels seus àlbums (dos de platí i quatre 2× de platí) han rebut la certificació d'or de la Recording Industry Association of America (RIAA). Amb unes vendes mundials de més de 100 milions de discos, Newton-John és una de les artistes musicals més venudes des de la segona meitat del segle XX fins a l'actualitat.
El 1978 va protagonitzar la pel·lícula musical Grease, la banda sonora de la qual continua sent un dels àlbums de música gravada més venuts del món. Inclou dos grans èxits a duo amb el coprotagonista John Travolta: You're the One That I Want -que s'ha convertit en un dels singles més venuts de tots els temps- i Summer Nights. Entre els seus enregistraments en solitari destaquen la guanyadora del Grammy a la gravació de l'any "I Honestly Love You" (1974) i "Physical" (1981) -el senzill més venut de la dècada de 1980-, a més de la seva versió de " If Not for You" (1971), Let Me Be There (1973), If You Love Me (Let Me Know) (1974), Have You Never Been Mellow (1975), Sam (1977)), "Hopelessly Devoted to You" (també de Grease), "A Little More Love" (1978) i, de la pel·lícula de 1980 Xanadu, "Magic" i "Xanadu" (amb Electric Light Orchestra). A més, "Heart Attack" (1982) i "Twist of Fate" (de la pel·lícula Units pel destí de 1983).
L'actriu santcugatenca Marta Angelat va doblar Olivia Newton-John.

## Primers anys
Newton-John va néixer el 26 de setembre de 1948 a Cambridge (Anglaterra), filla de Brinley "Bryn" Newton-John (1914–1992) i d'Irene Helene Born (1914–2003). El seu pare va néixer a Gal·les, al si d'una família de classe mitjana. La seva mare va néixer a Alemanya i va arribar al Regne Unit amb la seva família el 1933 per escapar del règim nazi. L'avi matern d'Olívia era el físic alemany guanyador del Premi Nobel de Física de 1954 Max Born (1882–1970), i la seva àvia materna Hedwig Ehrenberg (1891–1972) era filla del jurista jueu alemany Victor Gabriel Ehrenberg (1851–1929) i de la seva esposa luterana, el pare del qual, el rebesavi d'Olívia, era el jurista Rudolf von Jhering. El seu oncle era el farmacòleg Gustav V.R. Born (1921–2018).
El pare de Newton-John era un oficial del MI5 en el projecte Enigma a Bletchley Park que va posar sota custòdia a Rudolf Hess durant la Segona Guerra Mundial. Després de la guerra, es va convertir en el director del Cambridgeshire High School for Boys i estava en aquest lloc quan va néixer Olivia. Era la menor de tres germans, després del seu germà Hugh (1939–2019), metge, i la seva germana Rona (1941–2013), actriu que va estar casada amb el coprotagonista d'Olívia a Grease, Jeff Conaway (des del 1980 fins al seu divorci el 1985). El 1954, quan tenia sis anys, la família de Newton-John va emigrar a Melbourne (Austràlia), on el seu pare treballava com a professor d'alemany i com a director de l'Ormond College de la Universitat de Melbourne. Va assistir a la Christ Church Grammar School al suburbi de Melbourne de South Yarra i després a la University High School de Parkville.

## Els anys d'èxit
Olivia va ser cantant des de petita. El 1970 va formar part de grup Tomorrow i el 1972 va treballar amb el cantant Cliff Richard al seu programa It's Cliff Richard. El 1974 va representar el Regne Unit al Festival d'Eurovisió, amb la cançó Long Live Love on va quedar en quart lloc.

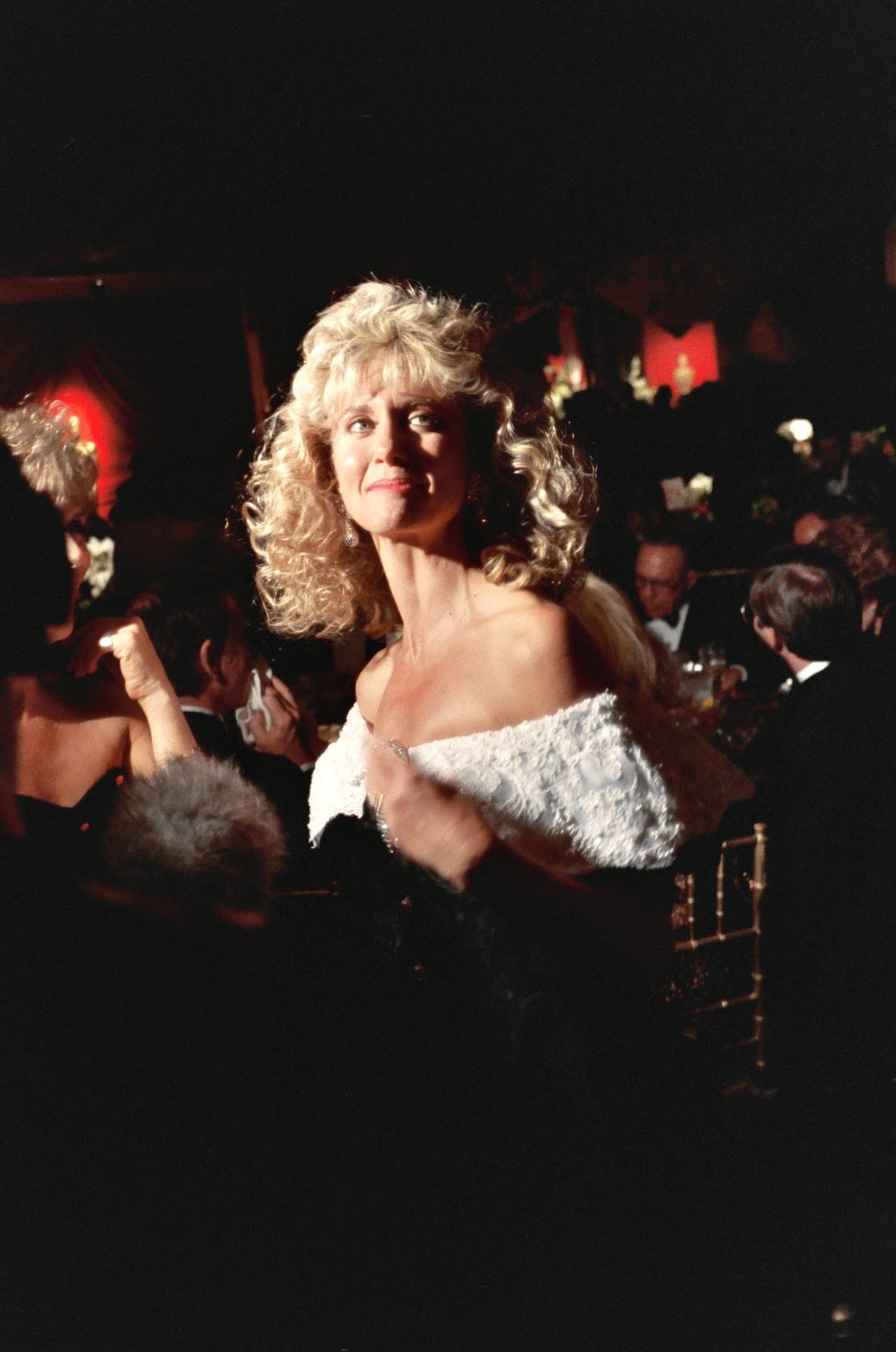
Olivia als premis Oscar de 1989

El 1975 es va traslladar a viure als EUA i el 1978 va protagonitzar la pel·lícula Grease amb John Travolta. El 1979 va intervenir al concert benèfic Music for UNICEF, amb artistes com els Bee Gees, ABBA, Donna Summer o Rod Stewart. El 1980 va protagonitzar la pel·lícula Xanadu. Va obtenir quatre premis Grammy.

## Malaltia i mort
El maig de 2017, es va anunciar que el càncer de mama d'Olivia havia tornat i havia fet metàstasi a la part baixa de l'esquena. Els seus dolors d'esquena havien estat diagnosticats inicialment com a ciàtica. Posteriorment, va revelar que aquest era en realitat el seu tercer combat contra el càncer de mama, ja que va tenir una recurrència de la malaltia el 2013, a més del seu diagnòstic inicial de 1992. Amb la reaparició de 2017, el càncer s'havia estès als ossos i havia progressat fins a l'estadi IV. Olivia va experimentar un dolor important per les lesions òssies metastàsiques i havia parlat de fer servir oli de cànnabis per alleujar el seu dolor. Era una defensora de l'ús del cànnabis medicinal; la seva filla Chloe és propietària d'una granja de cànnabis a Oregon.
El 8 d'agost del 2022, Olivia va morir de càncer a casa seva a Santa Ynez Valley, a Califòrnia. Tenia 73 anys. John Travolta, Frankie Valli, Barbra Streisand, Nicole Kidman i Elton John van retre-li un homenatge. L'estat de Victòria va oferir un funeral d'estat per a Olivia.

## Discografia
- The Great Walk to Beijing. A Celebration in Song (2008)

Cartell de la pel·lícula Grease (1978)

- Christmas Wish (2007)
- Grace and Gratitude (2007)
- Stronger Than Before (2005)
- Gold (2005)
- Indigo (2004)
- 2 (2002)
- The Christmas Collection (2001)
- Sordid Lives (2001)
- Tis The Season (2000)
- One Woman's Journey (2000)
- The Main Event (1998)
- Back With A Heart (1998)
- Heathcliff (1995)
- Gaia (1994)
- Back To Basics (1992)
- Warm And Tender (1990)
- The Rumour (1988)
- Soul Kiss (1985)
- Two Of A Kind (1983)
- Physical (1981)
- Love Perfomance In Japan (1981)
- Xanadu (1980)
- Totally Hot (1979)
- Grease (1978)
- Making A Good Thing Better (1977)
- Don't Stop Believin' (1976)
- Come On Over (1976)
- Clearly Love (1975)
- Have You Never Been Mellow (1975)
- Long Live Love
- If You Love Me Let Me Know (1974)
- Let Me Be There (1973)

- Olivia (1972)
- Olivia Newton-John (1971)
- If Not For You (1971)
- Toomorrow (1970)

## Filmografia
- The Wilde Girls (2001) (TV)
- Sordid Lives (2000)
- The Christmas Angel: A Story on Ice (1998) (TV)
- És la meva festa (It's My Party) (1996)
- A Christmas Romance (1994) (TV)
- A Mom for Christmas (1990) (TV)
- Units pel destí (Two of a Kind) (1983)
- Xanadu (1980)
- Grease (1978)
- The Case (1972) (TV)
- Toomorrow (1970)
- Funny Things Happen Down Under